# Don Camilo

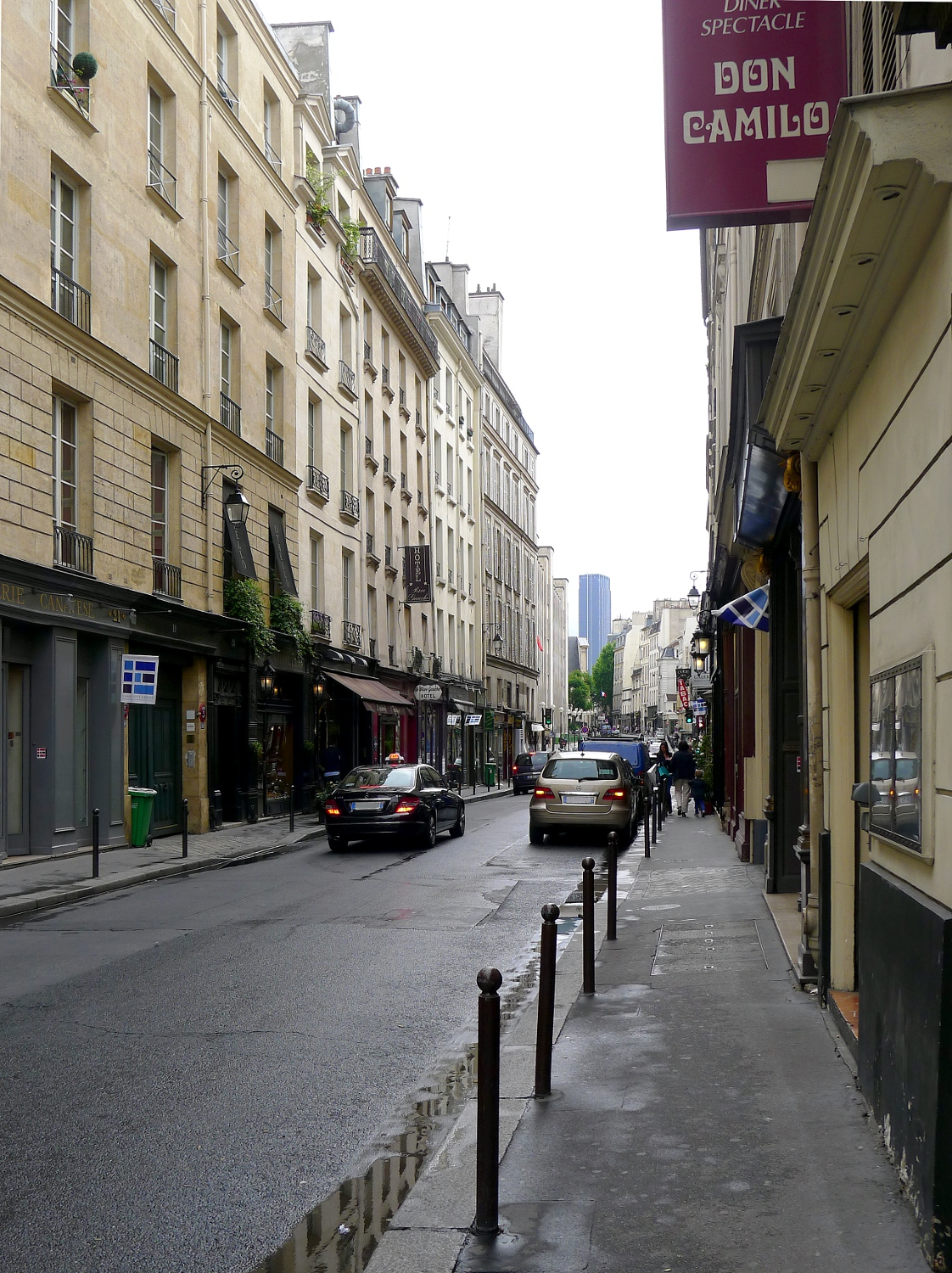
La rue des Saints-Pères avec le Don Camilo.

Le Don Camilo est un cabaret fondé en 1953 par Jean Vergnes. Il se situe dans le 7e arrondissement de Paris dans le quartier de Saint-Germain-des-Prés.
Tous les soirs de la semaine, un dîner-spectacle est organisé. L'animation est assurée par de nombreux artistes qui, très souvent, se sont fait connaître dans cette salle de spectacle. Ces artistes sont généralement chanteurs, imitateurs, humoristes, dessinateurs-croquistes, chansonniers ou ventriloques. Ils se succèdent sur scène à un rythme rapide (environ toutes les vingt minutes), excepté l'artiste-vedette qui se produit plus longuement en fin de repas.
Contrairement à ce que l'on lit ou entend souvent, le cabaret de la rue des Saints-Pères s'écrit et se prononce le « Don Camilo », avec un seul « L », et non « Don Camillo ».
Le 16 décembre 2023, le cabaret ferme ses portes,.

## Artistes
Liste non exhaustive des artistes « pensionnaires » du Don Camilo de 1954 à 2009 :
- Jean Amadou
- Claude Véga
- André Aubert
- Hugues Aufray
- Audé Yoann
- René Baron, alias René-Louis Baron
- Jean-Louis Blèze
- Pierre-Yves Noël
- Franck Brun
- Anne-Marie Carrière
- Pascal Brunner
- Pascal Chevalier
- Cocagne et Delaunay
- Philippe Clay
- Sylvain Collaro
- Darry Cowl
- Jean Constantin
- Dadzu
- David et Nestor
- Carine Davis
- Gérard Delaleau
- Jean-Jacques de Launay
- Pierre Douglas
- Charles Dumont
- Gérald Dahan
- Léo Ferré
- Stéphane Gali
- Thierry Garcia
- Laurent Gerra
- Michaël Gregorio
- Daniel Guichard
- Fabienne Guyon
- Jack Hammer (The Platters)
- Martin Kardone
- Yann Jamet
- Serge Lama
- Robert Lamoureux
- Michel Leeb
- Serge Llado
- Thierry Le Luron
- Eddy Lipson
- Olivier Lejeune
- Enrico Macias
- Bernard Mabille
- Manitas de Plata
- Mathieu
- Merry
- Dany Mauro
- Armand Motta
- Claude Nougaro
- Gilles Olivier
- Jean-Claude Pascal
- Pierre Perret
- Yves Pujol
- Jean Raymond
- Serge Reggiani
- Robert Rocca
- Jean Roucas
- Laurent Ruquier
- Catherine Sauvage
- Henri Tisot
- Charles Trenet
- Jean Vallée
- Les Frères ennemis
- Le Trio Athénée
- Patrick Peralta
- Christie Caro
- Brigitte Moati